# Xã Santa Anna, Quận DeWitt, Illinois
Xã Santa Anna (tiếng Anh: Santa Anna Township) là một xã thuộc quận DeWitt, tiểu bang Illinois, Hoa Kỳ. Năm 2010, dân số của xã này là 2.502 người.